# Das kalte Herz

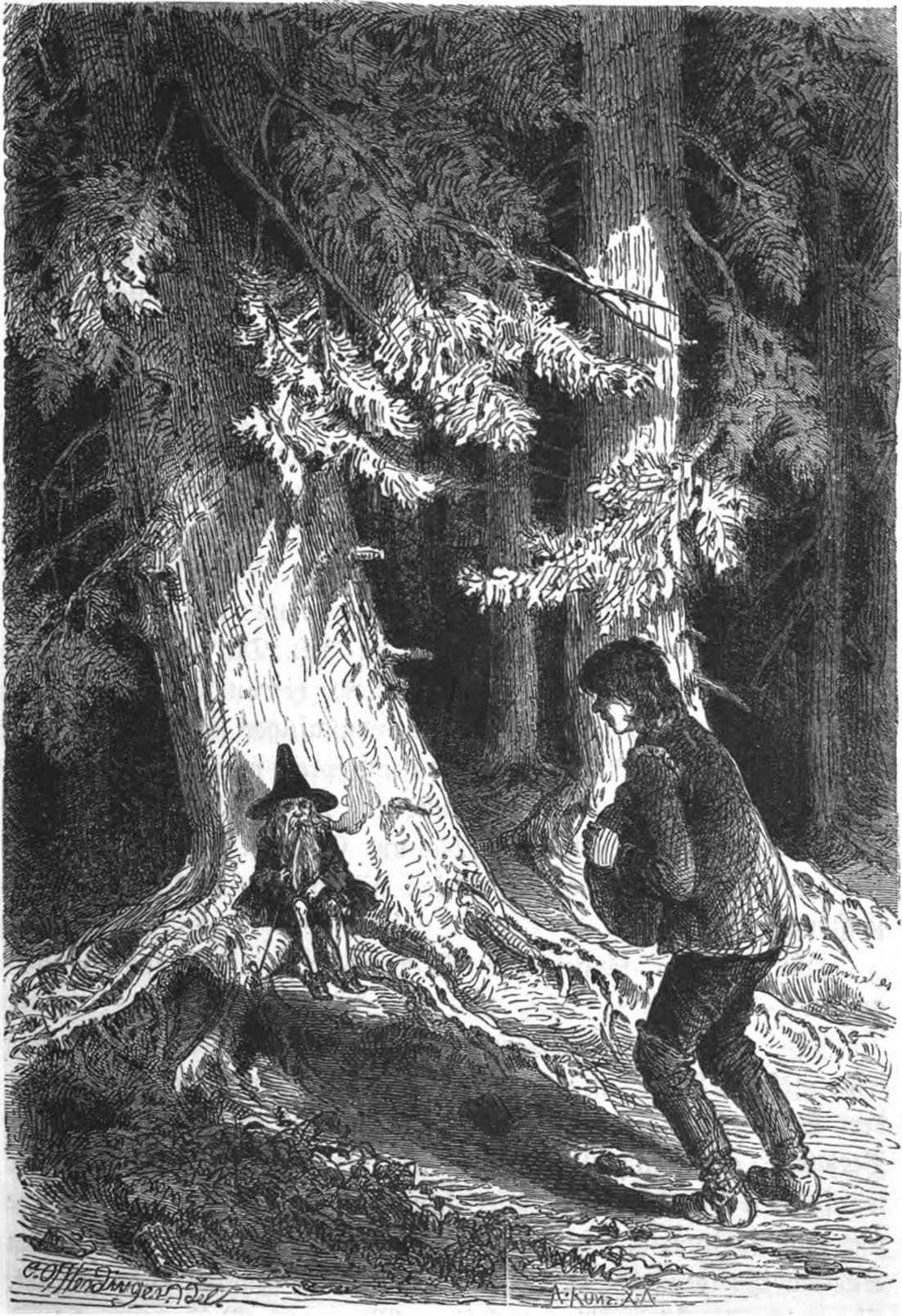
Carl Offterdinger: Peter beschwört das Glasmännlein

Das kalte Herz ist ein Märchen von Wilhelm Hauff. Es erschien 1827 in Hauffs Märchenalmanach auf das Jahr 1828, in zwei Teilen als Binnenerzählung eingebettet in die Erzählung Das Wirtshaus im Spessart.

## Inhaltsangabe
Peter Munk, genannt der Kohlenmunk-Peter, führt im Schwarzwald die Köhlerei seines verstorbenen Vaters. Er ist mit der schmutzigen, anstrengenden, schlecht bezahlten und wenig respektierten Arbeit unzufrieden. Er träumt davon, viel Geld zu haben und angesehen zu sein. Da erfährt er, dass es im Schwarzwald einen Waldgeist, das Glasmännlein, auch Schatzhauser genannt, geben soll. Dieser erfüllt jedem, der wie Peter Munk an einem Sonntag zwischen elf und zwei Uhr geboren ist, drei Wünsche, wenn man ihn mit einem bestimmten Vers beschwört. Peter macht sich auf die Suche nach dem Glasmännlein. Dabei begegnet er im Wald einem anderen Waldgeist, dem gefährlichen, riesigen Holländermichel, der dort in Sturmnächten als böser Zauberer sein Unwesen treibt. Peter kann ihm jedoch entkommen.
Mit dem Vers: „Schatzhauser im grünen Tannenwald, bist schon viel hundert Jahre alt. Dir gehört all Land, wo Tannen stehn – lässt dich nur Sonntagskindern sehn“ ruft Peter das Glasmännlein, das ihm drei Wünsche gewährt. Zuerst wünscht er sich Geld und Tanzkünste für das Wirtshaus, dann eine Glashütte mit dem zugehörigen Pferdegespann. Wütend über die kurzsichtigen Wünsche verweigert das Glasmännlein Peter die Erfüllung des letzten Wunsches. Peter ist dennoch zunächst sehr zufrieden mit seiner Glashütte und seinem neuen Status in der Gesellschaft. Er wird schnell zum angesehenen Mann im Schwarzwald. Doch dass ihm der Verstand für sein Geschäft fehlt, macht sich bald bemerkbar. Zunehmend gerät er in den Sog des Müßiggangs und der Spielerei. Er vernachlässigt seine Glashütte derart, dass er sie zuletzt verpfänden muss. In seiner Not wendet er sich an den Holländermichel, der – im Gegensatz zum Glasmännlein – mit dem Bösen im Bunde steht. Michel erweist sich großzügiger als das Glasmännlein, fordert als Preis für seine Hilfe allerdings Peters Herz. Dieses sei ihm mit seinen Gefühlen ohnedies nur hinderlich im Leben, meint er. Dafür soll Peter einen kalten Stein in die Brust und zunächst 100.000 Taler bekommen, er könne aber jederzeit wiederkommen, wenn er mehr Geld brauche. Am nächsten Tag beginnt Peter eine zweijährige Weltreise.

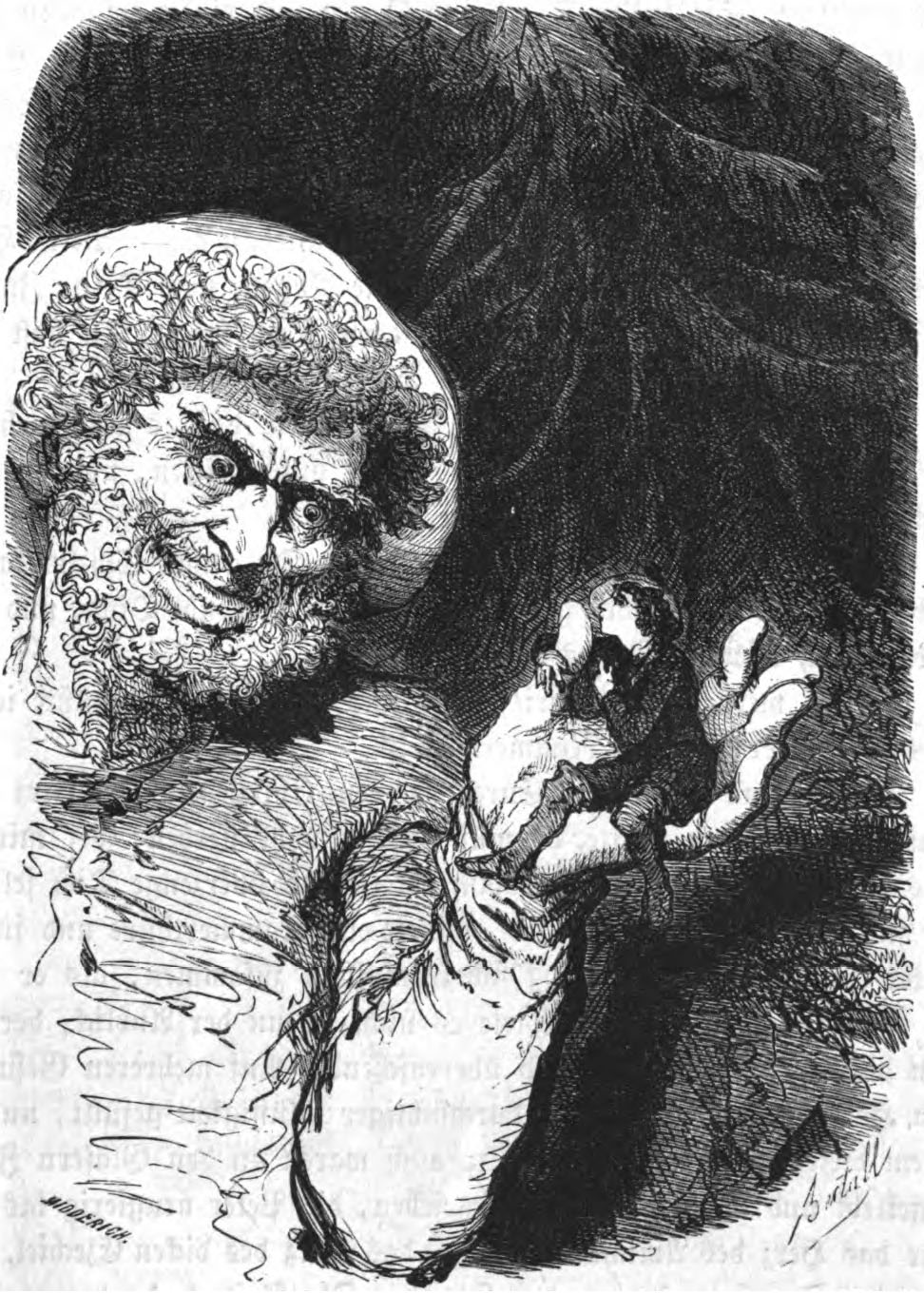
Bertall: Peter in der Hand des Holländermichels

Bald muss er feststellen, dass er sich an nichts mehr erfreuen kann, dass er nicht mehr lachen und weinen kann, keine Liebe empfindet und nichts mehr schön ist. Sein neues Herz aus Stein kann an nichts Anteil nehmen. Er kehrt zum Holländermichel zurück, um sein Herz zurückzufordern. Michel verweigert den Wunsch mit dem Hinweis, dass er sein Herz erst nach dem Tod wieder erhält. Er zeigt Peter seine Herzensammlung, und dieser erfährt so, dass auch viele andere „große Persönlichkeiten“ des Schwarzwaldes, darunter auch Peters Vorbild Ezechiel, ihre Herzen bei Michel gegen den schnöden Mammon eingetauscht haben. Michel gibt Peter noch mehr Geld und rät ihm, sich eine Beschäftigung zu suchen und zu heiraten, um seine Langeweile zu vertreiben. Peter baut ein riesiges Haus im Schwarzwald und arbeitet fortan als Händler und Geldverleiher zu Wucherzinsen. Für seinen unerbittlichen Geiz ist er verschrien; er verjagt alle Armen, die vor seinem Haus betteln. Seiner alten Mutter gibt er nur ein Almosen und hält sie sonst von sich fern. Nun geht er auf Brautschau und hält um die Hand der schönen Holzhauerstochter Lisbeth an. Sie heiraten, doch Lisbeth fühlt sich bald unglücklich. Peter ist nur schlecht gelaunt, geizig, und er verbietet Lisbeth trotz des immensen Vermögens, den Armen zu helfen, weshalb sie bald für noch geiziger gehalten wird.
Eines Tages, als Lisbeth munteren Sinnes die Abwesenheit Peters genießt, kommt ein alter, kleiner Mann vorbei und bittet Lisbeth um einen Schluck Wasser. Sie bietet ihm Wein und Brot an. In dem Moment, als sich der Mann bedankt und meint, dass solch ein Herz nicht unbelohnt bleibe, kommt Peter zurück. Außer sich vor Wut schlägt er mit dem Holzgriff einer Peitsche auf Lisbeth ein, die sofort tot ist. Peter bereut zunächst seine Tat, worauf sich der alte Mann als das Glasmännlein zu erkennen gibt und erwidert, dass Peter die schönste Blume des Schwarzwaldes zertreten habe. Peter gibt dem Glasmann die Schuld, der sich darauf vor Zorn in ein Ungeheuer verwandelt. Nur um Peters toter Frau willen, die ihm half, gibt er Peter acht Tage Zeit, sein Leben zu überdenken. Peter schläft schlecht und hört Stimmen, die ihm sagen, er solle sich „ein wärmeres Herz verschaffen“. Die Leute, die Lisbeth vermissen, belügt er, indem er sagt, seine Frau sei überraschend verreist. Außerdem gibt ihm das Vorgefallene über seinen eigenen Tod zu denken.
Schließlich geht er in den Wald und ruft das Glasmännlein, da er ja noch einen letzten Wunsch frei hat. Er will sein Herz zurückhaben, doch der Schatzhauser kann ihm nicht helfen, da der Handel „Geld gegen Herz“ nicht mit ihm gemacht wurde. Er verrät ihm aber einen Trick, wie er den Michel überlisten kann. Peter geht daraufhin zum dritten Mal zum Holländermichel und behauptet, dieser habe ihn betrogen, er habe ihm nämlich gar kein Steinherz eingesetzt. Michel will ihm das Gegenteil beweisen und setzt ihm „zur Probe“ das echte Herz nochmals ein. Daraufhin nimmt Peter ein Glaskreuz, das er vom Glasmännlein erhalten hat, und streckt es dem Michel entgegen. Dadurch kann Peter den zornigen Michel von sich fernhalten und zum Glasmännlein fliehen. Nunmehr bereut er sein verpfuschtes Leben, woraufhin das Glasmännlein ihn mit seiner Mutter und der wieder zum Leben erweckten Lisbeth zusammenführt. Auf Anraten des Glasmännleins arbeitet er fortan fleißig als Köhler und wird auch ohne viel Geld zu einem anerkannten Mann. Zur Geburt seines Sohnes erhält er vom Glasmännlein vier Rollen voller Taler als Patengeschenk.

## Analyse
Es fällt auf, dass die Erzählung nicht mit der typischen Märchenformel Es war einmal beginnt, sondern dass der erste Satz an Reiseliteratur anklingt: Wer durch Schwaben reist, der sollte nie vergessen, auch ein wenig in den Schwarzwald hineinzuschauen; nicht der Bäume wegen, … sondern wegen der Leute.
Nach Ottmar Hinz steht die Erzählung „an der Schwelle des literarischen Realismus“ mit einem „subtilen Psychogramm verletzter, verletzender und heilender Männlichkeit“; zugleich bewahrt es „die Sehnsucht der Romantik nach Liebe und ihren Glauben an das Gute im Menschen“. Dies wird deutlich, indem Lisbeth und Peter wieder zueinander finden und ein Kind bekommen, sowie in der Rückkehr der Mutter.
Bei den Menschen, die das mitfühlende Herz gegen einen Stein austauschen und durch die so gewonnene Rücksichtslosigkeit erfolgreich werden oder auch sympathisch wirken, denkt der Autor vermutlich an das Krankheitsbild des Psychopathen.
Der Halbwaise Peter Munk ist Kohlenbrenner. Dieses Handwerk ist zu jener Zeit ein „Auslaufmodell“, da die Bergwerke und Dampfmaschinen diese Arbeiten schneller erbringen können. 1809 starb Hauffs Vater, Hauff war damals erst sieben Jahre alt. Probleme des jungen Hauff könnten in der Figur von Peter Munk gespiegelt sein, der anfangs moralisch und psychisch ungefestigt ist und von Gefühlen der Minderwertigkeit geplagt wird. Peter geht zum „falschen Vater“ Holländermichel, da er kein Urvertrauen in seinen Werksinn hat. Mit dem Allerweltsnamen Peter kann sich jedermann identifizieren.
Das Glasmännlein steht offenbar für das Gewissen bzw. (nach der Terminologie von Freud) für das Über-Ich oder für den positiven Archetyp des Vaters (nach der Terminologie von Jung). Es kann auch als moralischer Kompass, als daimonion (nach dem Begriff des Sokrates), angesehen werden. Es steht außerdem für „bürgerlichen Gewerbefleiß und soziale Moral“, während der Holländermichel das ungebremste „Gewinnstreben des Handelskapitals im ersten Drittel des 19. Jahrhunderts“ darstellt. Der Name Ezechiel geht auf den biblischen Propheten Ezechiel zurück, welcher sprach: „Ich werde das steinerne Herz aus eurem Leib herausnehmen und euch ein fleischernes Herz geben“.
Peter Munk verharrt im Zustand der Selbstentfremdung, indem er spielt, tanzt, trinkt und nach Reichtum und äußerlicher Geltung strebt. Peter ist im mittleren Erwachsenenalter, d. h., er steht nach dem Modell von Erik Erikson (Identität und Lebenszyklus) auf der Stufe „Generativität vs. Stagnation“. Zu den zentralen Aufgaben dieses Lebensalters gehören die Weitergabe des Lebens an die nächste Generation, Hausbau und soziales Engagement. Peter scheitert anfangs an diesen Aufgaben. Doch am Ende der Erzählung hält er einen „schönen Knaben“ als stolzer Vater in den Händen. Die Wendung zum Positiven erfolgt durch eine Veränderung seiner inneren Einstellung und seiner Bewertungsmaßstäbe mit Hilfe des Glasmännleins, das ihm noch eine Frist von acht Tagen gewährt hatte. Peter schafft die Umkehr in symbolträchtigen sieben Tagen.
Das Geld dominiert nahezu leitmotivisch die gesellschaftliche Praxis: Meinungen, sozialer Umgang, Respektbezeugungen, Einfluss und Ansehen hängen in Das kalte Herz fast ausnahmslos vom materiellen Reichtum ab. Das Herz aus Stein repräsentiert als Dingsymbol die immer stärker sich ausbildende Verbindung zwischen Reichtum, Geldgier und Hartherzigkeit.
Hauff beginnt sein Werk mit dem Hinweis auf das Gewerbe vieler Schwarzwälder: „Sie handeln mit ihrem Wald; sie fällen und behauen ihre Tannen, flößen sie durch die Nagold in den Neckar und von dem obern Neckar den Rhein hinab, bis weit hinein nach Holland, und am Meer kennt man die Schwarzwälder und ihre langen Flöße; sie halten an jeder Stadt, die am Strom liegt, an und erwarten stolz, ob man ihnen Balken und Bretter abkaufen werde; ihre stärksten und längsten Balken aber verhandeln sie um schweres Geld an die Mynheers, welche Schiffe daraus bauen.“ Holzeinschlag und die Flößerei gehören zum wirtschaftsgeschichtlichen Hintergrund seines Werkes. Hauff vollendete das Werk im Juli 1827, nach einer Wirtschaftsdepression, ausgelöst von Großbritannien, wobei in Süd- und Westdeutschland ganze Gewerbezweige durch die Massenproduktion der überlegenen britischen Industrie verschwanden.

## Romantik
Es lassen sich Zusammenhänge zur Epoche der Romantik feststellen. Während dieser literarischen Epoche war es durchaus üblich, Prosawerke in Märchenform zu verfassen. Hauff bediente sich dabei einer Sage; mit Hilfe der Sage vom „Glasmännchen“ stellte er die romantische Suche nach Glück dar. Ein weiteres hier sichtbares Zeichen der Epoche ist die Wendung zum Mystisch-Unheimlichen, Gespenstischen und zu Heimatsagen.
Das Schlagwort der Romantik ist die „Sehnsucht“, die der Kohlenmunk-Peter verkörpert, als ihm im Laufe der Handlung drei Wünsche gewährt werden. Die Folge dieser Sehnsucht ist, wie häufig bei Protagonisten von romantischen Werken, die Selbstzerstörung, denn sein erwünschter Reichtum zerfällt in Elend, und seine Sehnsucht artet in Geiz und Boshaftigkeit aus. Als unerschütterlicher Romantiker gibt der Kohlenmunk-Peter weiterhin die Suche nach dem Glück nicht auf, sodass er dieses am Ende des Märchens doch noch an der Seite seiner Frau findet.

## Theater
Am Schauspiel Stuttgart inszenierte Armin Petras 2014 eine zweieinhalbstündige Bühnenfassung. An der Felsenbühne Rathen wird das Stück im Sommer 2022 unter der Regie von Peter Kube aufgeführt.
Das Theater am Ortweinplatz in Graz inszenierte 2021–2022 das Märchen als eine einstündige Bühnenverfassung. Im Herbst 2022 wird das Stück quer durch die ganze Steiermark im Rahmen des Kukuk-Festivals aufgeführt.

## Verfilmungen
- 1923: Das kalte Herz, Deutschland, s/w Spielfilm, Regie: Fred Sauer
- 1933: Das kalte Herz, Deutschland, bisher unveröffentlichte Verfilmung von Karl Ulrich Schnabel, mit Franz Schnyder, Stefan Schnabel, Peter Diamand, Leonard Shure und Elfriede Gärtner. Fertiggestellt und veröffentlicht im Jahr 2016 von Raff Fluri und Ann Mottier-Schnabel, mit einer Original-Musiktonspur von Robert Israel.[6][7]
- 1950: Das kalte Herz, DDR, Spielfilm, Auslöser der erfolgreichen Kinderfilm-Produktion der DEFA mit Lutz Moik und Erwin Geschonneck
- 1978: Das kalte Herz, Deutschland, Marionettenspiel der Augsburger Puppenkiste im Rahmen der Sammlung Märchen und Sagen mit der Augsburger Puppenkiste
- 1978: Das kalte Herz, sechsteilige deutsche Fernsehserie des ZDF.
- 1981: Märchen in der Nacht erzählt, UdSSR, Spielfilm, kombiniert die Märchen Das kalte Herz und Das Wirtshaus im Spessart.
- 2013: Das kalte Herz, Deutschland, 29-minütiger Animationsfilm von Hannes Rall, Premiere beim Trickfilmfestival Stuttgart. An der Umsetzung arbeitete Rall acht Jahre und schuf um die 20.000 handgezeichnete Einzelbilder, die am Computer coloriert wurden.[8]
- 2014: Das kalte Herz, Deutschland, Märchenfilm der ZDF-Reihe Märchenperlen, Regie: Marc-Andreas Bochert
- 2016: Das kalte Herz, Deutschland, Kinofilm, Regie: Johannes Naber, u. a. mit Frederick Lau, Milan Peschel, Moritz Bleibtreu und Henriette Confurius

## Musik
Die Geschichte diente Theobald Rehbaum als Vorlage für seine 1885 uraufgeführte Oper Das steinerne Herz.
Drei Jahre später erlebte Ignaz Brülls Das steinerne Herz. Romantische Oper in drei Acten. Text von J. V. Widmann frei bearbeitet nach einem Märchen von Hauff ihre Uraufführung in Wien.
Aus dem Jahre 1943 stammt eine weitere Opernadaption von dem Komponisten Norbert Schultze.
Am 27. Oktober 1988 wurde das Märchen als „Szenische Ballade in drei Teilen nach Wilhelm Hauff“ (Musik: Volker David Kirchner, Libretto: Marc Guenther, Konzept: Harald Weirich) unter der Leitung von Reinhard Schwarz in München am Staatstheater am Gärtnerplatz uraufgeführt.
2006 wurde im Hans Otto Theater Potsdam die Revue Das kalte Herz uraufgeführt, unter anderem mit Kompositionen des Pankow-Frontmans André Herzberg.
2009 hat die Band Saltatio Mortis auf ihrem Album Wer Wind saet das Lied Das kalte Herz herausgebracht, dessen Text sich auf das Märchen von Wilhelm Hauff bezieht. Ebenfalls vom Märchen inspiriert ist der Song Kaltes Herz der Mittelalter-Rock-Band Subway to Sally, der auf der Single Sieben enthalten ist.
2013 hat die schwedische Band Next Stop: Horizon für eine Inszenierung von Das kalte Herz am Saarländischen Staatstheater die musikalische Begleitung komponiert und diese auf der CD The Cold Heart veröffentlicht.
2014 komponierte Andreas N. Tarkmann für die Junge Philharmonie Oberschwaben seine Konzertouvertüre Das kalte Herz, deren CD-Einspielung mit den Duisburger Philharmonikern 2019 mit dem LEOPOLD ausgezeichnet wurde.
2017 erschien auf der CD Mein Amerika von Philipp Poisel das Lied Das kalte Herz.
2020 erschien auf der CD Vanitas von Nachtblut das Lied Kaltes Herz.

## Hörspiele
1963 produzierte der WDR ein ca. 52-minütiges Hörspiel unter der Regie von Otto Kurth. Es sprachen Hubert Berger (Peter Munk), Hanns Ernst Jäger (Holländer-Michel), Hans Madin (Schatzhauser), Robert Rober (Jani), Christine Ostermayer (Lisbeth), Friedl Münzer (Barbara), Heinz Schacht (Johann) u. a.
1973 entstand als Gemeinschaftsproduktion von BR/RB/SR/SFB und WDR das musikalische Hörspiel Das kalte Herz. Märchenoper für den Rundfunk. Die Hörspielbearbeitung verfasste Günter Eich, die Musik komponierte Mark Lothar. Es spielte das Münchner Rundfunkorchester unter der Leitung von Jan Koetsier.
Unter der Regie von Heinz Hostnig waren u. a. folgende Vokalisten zu hören: Manfred Schmidt, Gudrun Wewezow, Angelica Vogel, Ferry Gruber, Heinz Friedrich, Raimund Grumbach, Marjorie Heistermann und Juliana Falk.
1980 entstand beim Rundfunk der DDR eine weitere Hörspielbearbeitung. An der Produktion waren u. a. Jochen Wiesigel (Wortbbearbeitung), Herwart Höpfner (Komposition) und Manfred Täubert (Regie) beteiligt. Zu den Sprechern gehörten Brigitte Lindenberg, Wolfgang Ostberg, Klaus Mertens, Hans-Joachim Hanisch, Lothar Dimke, Juliane Korén, Erik Veldre und Wiebke Fuhrken. Die Abspieldauer beträgt 44 Minuten. Das Hörspiel ist im DRA Babelsberg verfügbar.
In der Litera-Hörspielproduktion der damaligen DDR entstand 1985 ein aufwendig produziertes Hörspiel für Kinder. Die Sprecherriege war prominent; so wurde Peter Munk von Ulrich Mühe, das Glasmännlein von Rolf Ludwig, Peters Vater von Kurt Böwe und Peters Mutter von Käthe Reichel gesprochen.
Auch das für Hörspiele berühmte Hamburger Plattenlabel Europa veröffentlichte 1971 eine Version. Regie und Titelrolle übernahm Konrad Halver. Sprecher waren Horst Beck als Glasmännlein und Herbert A. E. Böhme als Holländermichel.
Eine wohl noch ältere weitere Version des Hörspiels existiert auf einer Schallplatte des Philips-Sublabels Fontana Records (Bestell Nr. 701510 WPY). Laut Angaben auf dem Cover lag die Hörspielbearbeitung und Produktion in den Händen von Kurt Vethake. Regie führte Benno Schurr, Ludwig Thiesen sprach die Rolle des Peter Munk.
Der Produzent und Regisseur David Holy veröffentlichte 2016 eine neue Version des Stoffes, die kostenlos auf YouTube zu finden ist.
In der Hörspielreihe Gruselkabinett von Titania Medien wurde das Kunstmärchen 2020 als Folge 159 veröffentlicht. Eine Besonderheit ist, dass Reinhilt Schneider wie in der Europa-Version von 1971 wieder Lisbeth spricht.

## Ausstellungen
Seit 1997 präsentiert Hauffs Märchenmuseum in Baiersbronn Erstausgaben des Märchens aus dem Deutschen Literaturarchiv Marbach und stellt die reale Welt der Flößer, Köhler, Glasmacher und Holzhändler anschaulich dar.
Seit 2001 wird im Museum Schloss Neuenbürg ein „begehbares Theater“ gezeigt, welches das Märchen in sechs Räumen multimedial vor Kulissen mit holzgeschnitzten Figuren präsentiert.

## Lese- und Studienausgabe
- Thorsten Utter: Wilhelm Hauff: Das kalte Herz. Textausgabe mit Worterklärungen und Materialien. Krapp & Gutknecht Verlag, Berkheim 2018, ISBN 978-3-946482-27-7.